# Роз'їзд 21 (Росія)
Роз'ї́зд 21 (рос. Разъезд 21) — селище у складі Амурського району Хабаровського краю, Росія. Входить до складу Болонського сільського поселення.

## Населення
Населення — 21 особа (2010; 19 у 2002).
Національний склад (станом на 2002 рік):
- росіяни — 95 %